# Шишацька селищна рада
Шишацька селищна рада — орган місцевого самоврядування в Миргородському районі Полтавської області з центром у смт Шишаки. Окрім Шишак, раді підпорядкован населені пункти:
1. с. Бабичі
2. с. Вишневе
3. с. Григорівщина
4. с. Легейди
5. с. Товсте
6. с. Хвощове
7. с. Ходосиха
8. с. Чернишівка

## Влада
Загальний склад ради — 30
Селищні голови (голови селищної ради)
- До 2010: Магда Василь Іванович[2]
- З 2010: Тутка Олександр Іванович[1]